# Liste von Holocaust-Museen
Die nachfolgende Liste enthält Museen weltweit, die in erster Linie den Holocaust thematisieren.

## Liste

### In den Vereinigten Staaten
- United States Holocaust Memorial Museum in Washington, D.C.
- Virginia Holocaust Museum in Richmond, Virginia
- Florida Holocaust Museum in St. Petersburg, Florida
- Illinois Holocaust Museum and Education Center in Skokie, Illinois
- Holocaust Museum Houston in Houston, Texas
- El Paso Holocaust Museum in El Paso, Texas
- Holocaust Memorial Center in Farmington Hills, Michigan
- Holocaust Museum Los Angeles in Los Angeles, Kalifornien

### In anderen Staaten
- Die Gedenkstätte Yad Vashem in Jerusalem, Israel, umfasst unter anderem ein Museum.
- Melbourne Holocaust Museum in Melbourne, Australien
- Holocaust-Museum von Griechenland in Thessaloniki, Griechenland
- Holokauszt Emlékközpont in Budapest, Ungarn
- Centre commémoratif de l’Holocauste à Montréal in Montreal, Kanada
- Staatliches Museum Auschwitz-Birkenau in Oświęcim, Polen
- Nationaal Holocaust Museum in Amsterdam, Niederlande
- Museu do Holocausto do Porto in Porto, Portugal
- Museum des Rigaer Ghettos und des Holocaust in Riga, Lettland

In Deutschland und Italien bestehen folgende Initiativen für die Schaffung von Holocaust-Museen.
- Stiftung Deutsches Holocaust-Museum
- Fondazione Museo della Shoah